# Danh sách di sản văn hóa Tây Ban Nha được quan tâm ở Alaró
Danh sách di sản văn hóa Tây Ban Nha được quan tâm ở Alaró.
| Tên                                                       | Dạng                              | Địa điểm | Tọa độ                                        | Số hồ sơ tham khảo? | Ngày nhận danh hiệu? | Hình ảnh                         |
| --------------------------------------------------------- | --------------------------------- | -------- | --------------------------------------------- | ------------------- | -------------------- | -------------------------------- |
| Khu mỏ cổ Son Antelm (Es Claperots)                       | Di tích                           | Alaró    | 39°40′47″B 2°47′28″Đ / 39,679629°B 2,791119°Đ | RI-51-0001674       | 10-09-1966           | Upload image                     |
| Lâu đài Alaró                                             | Di tích Kiến trúc quân sự Lâu đài | Alaró    | 39°43′57″B 2°47′37″Đ / 39,732502°B 2,793579°Đ | RI-51-0000415       | 03-06-1931           | Castillo de Alaró · Upload image |
| Đồi phòng thủ Can Sec (Sa Penya Can Sec)                  | Di tích Kiến trúc quân sự         | Alaró    | 39°43′11″B 2°50′07″Đ / 39,719616°B 2,835393°Đ | RI-51-0001668       | 10-09-1966           | Upload image                     |
| Đồi phòng thủ Es Puig (Dalt Des Puig)                     | Di tích Kiến trúc quân sự         | Alaró    | 39°41′10″B 2°48′11″Đ / 39,686227°B 2,803077°Đ | RI-51-0001670       | 10-09-1966           | Upload image                     |
| Quần thể tiền sử Can Cabrit (Puig s'Era Vella)            | Di tích Khảo cổ học               | Alaró    | 39°41′34″B 2°48′43″Đ / 39,692657°B 2,811957°Đ | RI-51-0001665       | 10-09-1966           | Upload image                     |
| Quần thể tiền sử Can Cabrit (S'Era Vella)                 | Di tích Khảo cổ học               | Alaró    | 39°41′28″B 2°48′48″Đ / 39,690993°B 2,813361°Đ | RI-51-0001664       | 10-09-1966           | Upload image                     |
| Cruz d'en Coix                                            | Di tích Hành trình                | Alaró    | 39°42′18″B 2°47′21″Đ / 39,704945°B 2,789257°Đ | RI-51-0010422       | 25-09-1998           | Upload image                     |
| Hang Sa Font Figuera (Cueva osos)                         | Di tích Khảo cổ học               | Alaró    |                                               | RI-51-0001669       | 10-09-1966           | Upload image                     |
| Hang Son Grau Gran (Es Pinaret)                           | Di tích Khảo cổ học               | Alaró    | 39°43′31″B 2°49′32″Đ / 39,725341°B 2,825521°Đ | RI-51-0001680       | 10-09-1966           | Upload image                     |
| Hang Son Ordines (Nhà d'Amunt) (Sa Partió)                | Di tích Khảo cổ học               | Alaró    | 39°45′57″B 2°50′48″Đ / 39,765872°B 2,846784°Đ | RI-51-0001683       | 10-09-1966           | Upload image                     |
| Hang Son Pere Antoni                                      | Di tích Khảo cổ học               | Alaró    |                                               | RI-51-0001686       | 10-09-1966           | Upload image                     |
| Grupo enterramientos Son Fiol (Tanca d'en Ferró)          | Di tích Khảo cổ học               | Alaró    | 39°40′42″B 2°46′57″Đ / 39,678352°B 2,78261°Đ  | RI-51-0001679       | 10-09-1966           | Upload image                     |
| Habitación prehistórica Sa Teulera (Es Pins Vers)         | Di tích Khảo cổ học               | Alaró    | 39°41′53″B 2°46′42″Đ / 39,698013°B 2,778351°Đ | RI-51-0001691       | 10-09-1966           | Upload image                     |
| Habitación prehistórica Son Perot (Es Bosquet)            | Di tích Khảo cổ học               | Alaró    | 39°41′06″B 2°48′28″Đ / 39,684884°B 2,807662°Đ | RI-51-0001689       | 10-09-1966           | Upload image                     |
| Habitación prehistórica Son Perot (Es Coster)             | Di tích Khảo cổ học               | Alaró    | 39°40′59″B 2°48′20″Đ / 39,683078°B 2,805568°Đ | RI-51-0001687       | 10-09-1966           | Upload image                     |
| Habitaciones prehistóricas Can Cladera (Pujol Des Pla)    | Di tích Khảo cổ học               | Alaró    | 39°43′32″B 2°48′02″Đ / 39,725418°B 2,800549°Đ | RI-51-0001666       | 10-09-1966           | Upload image                     |
| Nghĩa địa Son Perot (Tanca Des Cementeri)                 | Di tích Khảo cổ học               | Alaró    | 39°40′57″B 2°48′12″Đ / 39,682462°B 2,803472°Đ | RI-51-0001690       | 10-09-1966           | Upload image                     |
| Pozo antiguo Son Antelm (Es Claperots)                    | Di tích Khảo cổ học               | Alaró    | 39°40′55″B 2°47′19″Đ / 39,681814°B 2,788536°Đ | RI-51-0001673       | 10-09-1966           | Upload image                     |
| Ras Capita                                                | Di tích                           | Alaró    |                                               | RI-51-0008324       | 30-11-1993           | Upload image                     |
| Tàn tích tiền sử Bányols (Es Ribellet)                    | Di tích Khảo cổ học               | Alaró    | 39°41′51″B 2°48′34″Đ / 39,697489°B 2,809489°Đ | RI-51-0001662       | 10-09-1966           | Upload image                     |
| Tàn tích tiền sử Es Rafal (Can Manyoles)                  | Di tích Khảo cổ học               | Alaró    | 39°42′56″B 2°48′57″Đ / 39,715531°B 2,815744°Đ | RI-51-0001671       | 10-09-1966           | Upload image                     |
| Tàn tích tiền sử Sa Bastida (Penya Sa Bastida)            | Di tích Khảo cổ học               | Alaró    | 39°42′48″B 2°46′24″Đ / 39,713402°B 2,77339°Đ  | RI-51-0001663       | 10-09-1966           | Upload image                     |
| Tàn tích tiền sử Solleric (Coll d'Orient)                 | Di tích Khảo cổ học               | Alaró    | 39°44′59″B 2°47′45″Đ / 39,749737°B 2,79581°Đ  | RI-51-0001672       | 10-09-1966           | Upload image                     |
| Tàn tích tiền sử Son Antelm (Es Claperots)                | Di tích Khảo cổ học               | Alaró    | 39°40′52″B 2°47′20″Đ / 39,681067°B 2,789015°Đ | RI-51-0001675       | 10-09-1966           | Upload image                     |
| Tàn tích tiền sử Son Bergues (Sa Candela)                 | Di tích Khảo cổ học               | Alaró    | 39°43′38″B 2°48′50″Đ / 39,727242°B 2,813963°Đ | RI-51-0001676       | 10-09-1966           | Upload image                     |
| Tàn tích tiền sử Son Borrás                               | Di tích Khảo cổ học               | Alaró    |                                               | RI-51-0001677       | 10-09-1966           | Upload image                     |
| Tàn tích tiền sử Son Ferrer                               | Di tích Khảo cổ học               | Alaró    |                                               | RI-51-0001678       | 10-09-1966           | Upload image                     |
| Tàn tích tiền sử Son Ordines (Nhà d'Amunt, Es Sementeret) | Di tích Khảo cổ học               | Alaró    | 39°45′22″B 2°49′55″Đ / 39,75621°B 2,83198°Đ   | RI-51-0001682       | 10-09-1966           | Upload image                     |
| Tàn tích tiền sử Son Palou (Can Peixet)                   | Di tích Khảo cổ học               | Alaró    | 39°40′43″B 2°48′01″Đ / 39,678582°B 2,800218°Đ | RI-51-0001685       | 10-09-1966           | Upload image                     |
| Tàn tích tiền sử Son Perot (Darrera Ses Cases)            | Di tích Khảo cổ học               | Alaró    | 39°41′00″B 2°48′21″Đ / 39,683367°B 2,805919°Đ | RI-51-0001688       | 10-09-1966           | Upload image                     |
| Talayot Bányols (Puig s'Apit)                             | Di tích Khảo cổ học               | Alaró    | 39°41′37″B 2°48′01″Đ / 39,693719°B 2,800291°Đ | RI-51-0001661       | 10-09-1966           | Upload image                     |
| Talayot Can Jeróni (Es Gentils)                           | Di tích Khảo cổ học               | Alaró    | 39°42′49″B 2°50′25″Đ / 39,713514°B 2,840367°Đ | RI-51-0001667       | 10-09-1966           | Upload image                     |
| Talayot s'Alcadena (Es Claper Des Gegants)                | Di tích Khảo cổ học               | Alaró    | 39°43′55″B 2°49′23″Đ / 39,73196°B 2,823112°Đ  | RI-51-0001660       | 10-09-1966           | Upload image                     |
| Talayot Son Grau (Can Peladet)                            | Di tích Khảo cổ học               | Alaró    | 39°42′55″B 2°49′25″Đ / 39,715292°B 2,823679°Đ | RI-51-0001681       | 10-09-1966           | Upload image                     |
| Talayot Son Palou (Es Picó)                               | Di tích Khảo cổ học               | Alaró    | 39°41′09″B 2°47′47″Đ / 39,685873°B 2,796349°Đ | RI-51-0001684       | 10-09-1966           | Upload image                     |
| Tháp antigua fábrica electricidad Alaró                   | Di tích Kiến trúc công nghiệp     | Alaró    | 39°42′16″B 2°47′28″Đ / 39,70448°B 2,791066°Đ  | RI-51-0008284       | 19-05-2000           | Upload image                     |